# Excisão de bases
O reparo por excisão de base (BER em inglês: Base Excision Repair) é um mecanismo celular, estudado nos campos da bioquímica e genética, que repara o DNA danificado ao longo do ciclo celular. É responsável principalmente pela remoção de pequenas lesões básicas que não distorcem a hélice do genoma. A via de reparo de excisão de nucleotídeos relacionada repara lesões volumosas que distorcem a hélice. O BER é importante para a remoção de bases danificadas que, de outra forma, poderiam causar mutações ou levar a quebras no DNA durante a replicação. O BER é iniciado pelas glicosilases de DNA, que reconhecem e removem bases danificadas ou inadequadas específicas, formando AP sites. Estes são então clivados por uma endonuclease AP. A quebra de fita simples resultante pode ser processada por um patch curto (onde um único nucleotídeo é substituído) ou um BER de patch longo (onde 2 a 10 novos nucleotídeos são sintetizados). 
A detecção é dificultada pelo fato de bases estarem posicionadas no interior da molécula de DNA e é efetuada por um mecanismo ainda desconhecido. Em eucariotos, uma maquinaria constituída de muitas enzimas efetua o processo. A quebra da ligação da base com o açúcar pela glicosilase gera sítios apúricos ou apirimídicos (sem as bases). Uma endonuclease remove os nucleotídeos no trecho a ser reparado, o que é preenchido por um DNA polimerase e ligado por uma ligase. Lesões mais complexas em nucleotídeos levam ao bloqueio da forquilha de replicação e são detectadas e corrigidas por um conjunto de enzimas que compõe o sistema de excisão de nucleotídeos.

## Contextualizando ainda a introdução
Reparo por excisão de base é um mecanismos usado para detectar e remover certos tipos de bases danificadas. Um grupo de enzimas chamado glicosilases desempenha um papel importante no reparo por excisão de base. Cada glicosilase detecta e remove um tipo específico de base danificada.
Por exemplo, uma reação química chamada desaminação pode converter uma base citosina em uracila, uma base normalmente encontrada apenas no RNA. Durante a replicação do DNA, a uracila irá parear com adenina em vez da guanina (como faria se a base ainda fosse citosina), assim, uma mudança de citosina para uracila não corrigida pode levar a uma mutação. 
Para evitar tais mutações, a glicosilase da via de reparo por excisão de base detecta e remove as citosinas. Uma vez que a base tenha sido removida, o pedaço "vazio" do esqueleto de DNA também é removido e a lacuna é preenchida e fechada por outras enzimas. 

## Enzimas envolvidas no reparo por excisão de base

#### DNA Glicosilase
As glicosilases de DNA são responsáveis pelo reconhecimento inicial da lesão. Eles "sacudem" a base danificada para fora da dupla hélice e cortam a ligação N-glicosídica da base danificada, deixando um AP site. Existem duas categorias de glicosilases: monofuncional e bifuncional. As glicosilases monofuncionais possuem apenas atividade de glicosilase, enquanto as glicosilases bifuncionais também possuem atividade de AP liase. Portanto, as glicosilases bifuncionais podem converter uma lesão base em uma ruptura de fita simples sem a necessidade de uma endonuclease AP. A β-eliminação de um AP site por uma glicosilase-liase produz um aldeído 3 'α, β-insaturado adjacente a um fosfato 5', que difere do produto de clivagem da endonuclease AP. 
- Cortam ligações base-açúcar, gerando sítios apurínicos ou apirimídicos.

#### AP endonucleases
As endonucleases de AP cortam um AP site para produzir um hidroxil 3 'adjacente a um desoxirribosefosfato 5'. As endonucleases de AP são divididas em duas famílias, com base em sua homologia com as endonuclease bacterianas ancestrais de AP; endonuclease IV e exonuclease III. Muitos eucariotos têm membros de ambas as famílias, incluindo a levedura Saccharomyces cerevisiae, na qual Apn1 é o homólogo de EndoIV e Apn2 está relacionado a ExoIII. Em humanos, duas endonucleases de AP, APE1 e APE2, foram identificadas. É um membro da família ExoIII.
- Corta a estrutura açúcar-fosfato sem base nitrogenada.

#### Enzimas de processamento final
Para que a ligação ocorra, uma quebra da fita de DNA deve ter um hidroxil na extremidade 3 'e um fosfato na extremidade 5'. Nos seres humanos, a polinucleotídeo cinase-fosfatase (PNKP) promove a formação dessas extremidades durante o BER. Esta proteína possui um domínio de quinase, que fosforila as extremidades hidroxila 5 'e um domínio de fosfatase, que remove os fosfatos das extremidades 3'. Juntas, essas atividades preparam quebras de fita simples com terminais danificados para a ligação. As endonucleases AP também participam no processamento final de 3 '. Além de abrir locais de AP, eles possuem atividade da fosfodiesterase 3 'e podem remover uma variedade de lesões 3', incluindo fosfatos, fosfoglicolatos e aldeídos. O processamento 3 'deve ocorrer antes que a síntese de DNA possa ser iniciada porque as polimerases de DNA requerem um hidroxil 3' para se estender.

#### DNA Polimerase
Pol β é a principal polimerase humana que catalisa o BER de curta duração, com pol λ capaz de compensar sua ausência. Essas polimerases são membros da família Pol X e tipicamente inserem apenas um único nucleotídeo. Além da atividade da polimerase, essas enzimas têm um domínio de liase que remove o dRP 5 'deixado para trás pela clivagem da endonuclease AP. Durante o BER de longa duração, acredita-se que a síntese de DNA seja mediada por pol δ e pol ε junto com o fator de processabilidade PCNA, as mesmas polimerases que realizam a replicação do DNA. Essas polimerases realizam a síntese de deslocamento, o que significa que a extremidade do DNA 5 'a jusante é "deslocada" para formar um "flap". Pol β também pode realizar síntese de deslocamento longos e, portanto, pode participar de qualquer via de BER. A síntese de remendo longo normalmente insere 2-10 novos nucleotídeos.
- Preenche o espaço com nucleotídeos complementares ao outro filamento.

#### Flap endonuclease
FEN1 remove o flap 5 'gerado durante o longo patch BER. Essa endonuclease mostra uma forte preferência por um flap 5' longo adjacente a um flap 1-nt 3'. O homólogo de levedura de FEN1 é RAD27. Além de seu papel no BER de remendo longo, o FEN1 quebra os flaps com uma estrutura semelhante durante o processamento do fragmento de Okazaki, um passo importante na replicação do DNA da fita atrasada.

#### DNA ligase
A DNA ligase III, juntamente com seu cofator XRCC1, catalisa a etapa de vedação de entalhes no BER de curta duração em humanos . A DNA ligase I liga a ruptura no BER. 
- Liga as pontas recém sintetizadas.

## Ligações (links) com o câncer
Defeitos em várias vias de reparo do DNA levam à predisposição ao câncer e o BER parece seguir esse padrão. As mutações de exclusão nos genes do BER demonstraram resultar em uma maior taxa de mutação em uma variedade de organismos, implicando que a perda do BER poderia contribuir para o desenvolvimento de câncer. De fato, mutações somáticas em Pol β foram encontradas em 30% dos cânceres humanos, e algumas dessas mutações levam à transformação quando expressas em células de camundongos. As mutações no DNA glicosilase MYH também são conhecidas por aumentar a suscetibilidade ao câncer de cólon. 